# Edward Witten
Edward Witten (Baltimore, Maryland, 1951. augusztus 26.– ) amerikai matematikus és fizikus. A húrelmélet (M-elmélet) jelentős fizikusa, az Institute for Advanced Study professzora.

## Életrajz
Louis Wittennek, a gravitációra és az általános relativitáselméletre szakosodott fizikusnak a fia. Edward a bachelor-fokozatát a Brandeis Egyetemen 1971-ben, a PhD-fokozatát a Princetoni Egyetemen 1976-ban szerezte. Jelenleg az Institute for Advanced Study Charles Simonyi professzora.
Witten matematikai fizikus, aki az M-elméletet kutatja. Az M-elmélet az ötféle szuperhúrelmélet és a 11 dimenziós szupergravitáció egyesítése. A fizikusok egy része szerint az M-elmélet nagyon ígéretes jelölt a „Minden dolgok elméletére (Theory of everything)”, mely magába foglalná mind a négy alapvető kölcsönhatást (gravitáció, elektromágnesség, gyenge és erős) egyetlen elméletben. Egy ilyen elmélet megteremtené a kapcsolatot a kvantummechanika és az általános relativitáselmélet között.
Witten jelentősen hozzájárult a fizika és a matematika (főleg a geometria) fejlődéséhez. 1982-ben új bizonyítást adott az általános relativitáselmélet pozitív energia elméletére.

Dicsérői közül Michael Francis Atiyah mondta róla, 
„Bár (Witten) kétségtelenül fizikus, a matematika területén mutatott szakértelmével kevés matematikus versenyezhet… Időről időre elképeszti a matematikusok közösségét azzal, hogy a fizikai éleslátása új és mélyenszántó matematikai tételekhez vezet… mély benyomást tett a korabeli matematikusokra. Az ő kezében a matematika ismét a matematikai sugallat és éleslátás gazdag forrása.”
 Witten főként a húrelméleten dolgozik, de számos fontos észrevételt tett a mértékelmélethez is.
Witten 1995-ben fontos előadást tartott a Dél-kaliforniai Egyetemen, melyben először vázolta az M-elmélet alapjait. Ez volt az első alkalom, amikor az 5 különbözőnek látszó húrelméletet egyetlen, még mélyebb elmélet különböző nézőpontjaiként írták le.
Wittent tartja a legtöbb húrelméletes az úgynevezett második húrelméleti forradalom elindítójának. Witten bekerült a TIME Magazin 2004. évi 100 legnagyobb hatású emberének listájára.
Wittenre a legtöbb húrelméletes társa csodálattal tekint. A Columbia Egyetem fizikusa, Brian Greene Wittent nagy hatású könyvében, Az elegáns univerzumban ragyogó tehetségként írja le. Greene szerint Witten „Einstein követője a világ legnagyobb élő fizikusa szerepében. Mások továbbmennek, és a valaha élt legnagyobb fizikusnak mondják.” Mégis meg kell jegyezni, hogy a húrelmélet még távol van attól, hogy Világegyetemünk kísérletileg igazolható modellje legyen.

## Díjai
- 1985 Dirac-érem
- 1990 Fields-érem
- 2004 National Medal of Science
- 2008 Crafoord-díj[32]
- 2012 Fizikai Breakthrough-díj[33]
- 2014 Kiotó-díj